# Раматипади I
Раматипади I (кхмер. រាមាធិបតីទី១), также Мухаммад Ибрагим (кхмер. អ៊ីប្រាហ៊ីម) — король Камбоджи (1642—1658).
Первый и на сегодняшний день единственный правитель камбоджийского государства, принявший ислам.
Полное тронное имя — Брхат Каруна Вишеша Брхат Пада Самдач Брхат Падма Раджадхираджа Рамадипати Шри Сурия Варман Дхармика Вараттама Парама Маха Чакрапатрадхираджа Ишвара Камбул Камбуджа Маха Индрапати Гуруратта Раджаратта Махастана Параманатха Парама Бупати Джая Амачас Дживита Лудхибана (санскр. Brhat Karuna Visesa Brhat Pada Samdach Brhat Padma Rajadhiraja Ramadipati Sri Suriya Varman Dharmika Varattama Parama Maha Chakrapatradhiraja Isvara Kambul Kambuja Maha Indrapati Gururatta Rajaratta Mahasthana Paramanatha Parama Bupati Jaya Amachas Jivitha Ludhibana).

## Биография
Родился в 1620 году. Был третьим сыном короля Четты II.
При пособничестве мусульманских купцов из Малакки в 1642 году организовал убийство короля Анг Нона I и взошел на камбоджийский престол. Женился на мусульманке, добровольно принял ислам и сменил имя на Султан Ибрагим. Во время своего правления давал значительные преференции своим новым единоверцам, в частности разрешал мусульманам грабить голландские торговые суда, стоявшие в камбоджийских портах. Это привело к началу голландско-камбоджийской войны. Только в июле 1652 года голландцы согласились заключить мир, а соответствующий договор был подписан лишь спустя год.
Постепенно Раматипади стал терять доверие своего народа, наделение давление на него оказывало буддийское духовенство. 25 января 1658 года двое его сыновей подняли против короля мятеж. Потерпев ряд крупных поражений, Раматипади был вынужден бежать и впоследствии попал в плен к вьетнамцам. Был освобожден в 1659 году, однако погиб по дороге в Камбоджу.